# Лебединое озеро (Липецк)
Лебеди́ное о́зеро — озеро в Липецке на территории Новолипецкого металлургического комбината. Расположено рядом с цехами сталеплавильного и прокатного производств.
Лебеди в озере на территории градообразующего предприятия появились 25 октября 1978 года. Первыми сюда запустили лебедей-шипунов. Чуть позже коллекция пополнилась новыми видами птиц из биосферного заповедника «Аскания-Нова», Ростовского и Рижского зоопарков.
Площадь зелёного уголка — 6 га. Рядом с озером — парковая зона с вольерами для птиц. Водоём пополняется технологической водой комбината, которая проходит очистку. Тем самым руководители предприятия хотят показать, насколько безопасен НЛМК.
В 2008 году на озере было около 420 птиц более чем 50 видов.